# 文德兰地区卢考
文德兰地区卢考（德語：Luckau (Wendland)，發音：[ˈɡøːɐ̯də]），简称卢考（德語：Luckau，發音：[ˈlʊkaʊ] ⓘ），是德国下萨克森州吕肖-丹嫩贝格县的市镇，面积22.37平方千米，2023年12月31日人口为594人。